# Douglas Kennedy
Douglas Kennedy (14 de  septiembre de 1915 - 10 de agosto de 1973) fue un actor estadounidense.

## Carrera
Nacido en la ciudad de Nueva York, EUA. Asistió a la Academia Deerfield después de graduarse en la Universidad de Amherst. En su debut en 1935, interpretó un importante número de papeles secundarios. Su carrera como actor se vio interrumpida, para prestar servicio en el ejército durante la Segunda Guerra Mundial. Después de la guerra, volvió al cine e interpretó papeles de carácter, a menudo villanos en western. En 1955 es el protagonista principal de la serie: "Steve Donovan, Western Marshal". También interpretó durante 23 episodios, el papel del Sheriff Fred Madden en la serie: The Big Valley 1965-69.

## Filmografía
- 1935 : 'G' Men
- 1940 : The Way of All Flesh
- 1940 : North West Mounted Police
- 1941 : The Great Mr. Nobody
- 1941 : The Roundup
- 1941 : Passage from Hong Kong
- 1947 : Nora Prentiss
- 1947 : The Unfaithful
- 1947 : Circus Horse
- 1947 : Dark Passage
- 1948 : Adventures of Don Juan
- 1949 : Flaxy Martin
- 1949 : South of St. Louis
- 1949 : South of Rio
- 1949 : Ranger of Cherokee Strip
- 1950 : Montana
- 1950 : The Cariboo Trail
- 1950 : Convicted
- 1950 : Chain Gang
- 1950 : Revenue Agent
- 1951 : The Lion Hunters
- 1951 : The Texas Rangers
- 1952 : Ride the Man Down
- 1952 : Torpedo Alley
- 1953 : San Antone
- 1953 : Jack McCall Desperado
- 1953 : Gun Belt
- 1954 : Wyoming Renegades
- 1954 : The Lone Gun
- 1954 : Massacre Canyon
- 1955 : Strange Lady in Town
- 1955 : Steve Donovan, Western Marshal -serie
- 1956 : The Last Wagon
- 1957 : Hell's Crossroads
- 1957 : The Land Unknown
- 1958 : The Lone Ranger and the Lost City of Gold
- 1959 : Lone Texan
- 1960 : The Amazing Transparent Man
- 1961 : Flight of the Lost Balloon
- 1965 : The Big Valley -serie
- 1967 : The Fastest Guitar Alive
- 1968 : The Destructors
- 1973 : Hawaii Five-O